# Pero Peić Tukuljac
Pero Peić Tukuljac (1983.) je bački hrvatski književnik i glumac iz Subotice. Piše pjesme.
Školovao se za kuhara. Pretkraj dopunskog završavanja 4. godine srednje škole se zainteresirao za poeziju.
Član je subotičkog Art-teatra.

## Djela
- Skitanja, pjesme, 2007.